# 1420
| 1420               |
| ------------------ |
| Dødsfald - Fødsler |
|                    |

| Gregoriansk kalender | 1420 MCDXX              |
| Ab urbe condita      | 2173                    |
| Armensk kalender     | 869 ԹՎ ՊԿԹ              |
| Kinesiske kalender   | 4116 – 4117 己亥 – 庚子 |
| Etiopisk kalender    | 1412 – 1413             |
| Jødisk kalender      | 5180 – 5181             |
| Hindukalendere       |                         |
| - Vikram Samvat      | 1475 – 1476             |
| - Shaka Samvat       | 1342 – 1343             |
| - Kali Yuga          | 4521 – 4522             |
| Iransk kalender      | 798 – 799               |
| Islamisk kalender    | 823 – 824               |

Konge i Danmark: Erik 7. 1396-1439
Se også 1420 (tal)